# Menekültek világnapja
A menekültek világnapja (június 20.) a világ menekült embereinek életét és vívmányait ünnepli meg és egyben a helyzetükre is felhívja a figyelmet.

## Története
2000. december 4-én az Egyesült Nemzetek Szervezetének Közgyűlése az 55/76-os határozatával a menekültek világnapjává nevezte ki június 20-át, amit 2001. óta minden évben megünnepelnek. A 2001-es év különleges voltát adta, hogy egyúttal az 1951. július 28-án Genfben aláírásra került menekültügyi egyezmény 50. évfordulójára is emlékeztek. E mellett a június 20-i dátumot azért választották, mert az egybeesik az afrikai menekültek napjával.

## Az ünnep jellemzői
Minden év június 20-án az ENSZ Menekültügyi Főbiztosa és számtalan civil szervezet emlékezik meg a napról. Céljuk felhívni a figyelmet arra a több millió menekültre és kitelepítettre, akik háború, üldözés vagy egyéb konfliktusok miatt kényszerültek elhagyni otthonaikat.
Több mint 100 országban emlékeznek meg a napról. Az ENSZ Menekültügyi Főbiztosa minden évben kiválaszt egy témát (jelmondatot) és az eseményeket e köré a téma köré szervezik az egész világon. A szervezők világszerte ösztönzik a részvételt az ünnepségeken.

## Hasonló ünnepek
A római katolikus egyház minden év januárjában tartja az elvándorlók és menekültek világnapját, melyet X. Pius pápa vezetett be 1914-ben.
Az afrikai menekültek világnapját az Afrikai Egységszervezet indítványára 1975 óta ünneplik.

## Külső hivatkozások
- UNHCR – Menekültek világnapja 2008
- UNHCR: World Refugee Day
- World Refugee Day